# Pedaria coprinarum
Pedaria coprinarum là một loài bọ cánh cứng trong họ Bọ hung (Scarabaeidae).